# Уейн (окръг, Мисури)
Вижте пояснителната страница за други значения на Уейн.
Окръг Уейн (на английски: Wayne County) е окръг в щата Мисури, Съединени американски щати. Площта му е 2005 km², а населението - 12 652 души. Административен център е град Грийнвил.